# Acacia kerryana
Acacia kerryana é uma espécie de leguminosa do gênero Acacia, pertencente à família Fabaceae.